# Mourir pour Zanzibar
Ne doit pas être confondu avec Mourir pour Dacca.
Mourir pour Zanzibar est le 30e roman de la série SAS, écrit par Gérard de Villiers et publié en 1973 dans la collection Plon (Presses de la Cité). 
Comme tous les SAS parus au cours des années 1970, le roman a été édité lors de sa publication en France à 100 000 exemplaires.

## Résumé

La Tanzanie et Zanzibar

Malko Linge arrive en Tanzanie, chargé de fomenter un coup d'État contre Adbel Mkele, sinistre Président de Zanzibar et vice-président de Tanzanie.
Dès le début du roman, Malko fait l'objet de deux tentatives de meurtre par la police secrète de Mkele : une première fois par l'emploi de tueurs lépreux, une seconde fois par l'envoi d'une belle femme hindoue chargée de le faire mordre par un serpent venimeux.
Cette femme, dénommée Anjeli Tremblay, est « retournée » par Malko. Elle sera par la suite violée collectivement par des contrebandiers de clous de girofle avant d'être torturée sauvagement par Mkele et par Kato, son chef de la police.
Malko monte une opération secrète afin de tuer Mkele : pour cela, il utilise d'une part les services d'un passeur d'armes égyptien, qui apporte des combattants marxistes du FRELIMO (Front de libération du Mozambique), et d'autre part un avion des services secrets de Tanzanie piloté par un homme maltraité par Mkele.
Malko est néanmoins trahi par un aventurier sans scrupules, Peter Raw, qui décide de tout révéler à Mkele. Néanmoins, se ravisant, Raw se débrouille, en sabotant l'avion, pour que celui-ci n'arrive pas à destination.
Le premier plan de Malko échoue donc, sans qu'il ait eu vent de la trahison de Raw.
Malko élabore alors un second plan : il se rend personnellement et directement dans la ville de Zanzibar, contacte Kato, le chef de la police personnelle de Mkele et, après avoir révélé à Kato que son président avait détourné de fortes sommes d'argent au détriment du Parti, lui propose moyennant une importante rétribution d'assassiner Mkele. Kato accepte.
Les deux hommes se rendent au siège du Parti, et Kato abat Mkele d'une rafale de mitraillette.
Puis Malko exécute froidement Kato d'une balle dans la tête, car c'est Kato qui avait tué la belle Anjeli Tremblay.
La fin du roman montre que les Zanzibariens, à l'annonce de la mort de leur président, commencent des pogroms contre la minorité hindoue de l'île ; pendant ce temps Malko quitte le pays à bord de l'avion de Peter Raw.

## Contexte historique et liens avec l'actualité
Le roman a été écrit très peu de temps après l'assassinat, le 7 avril 1972, du président Abeid Karume dans des circonstances troubles, pouvant effectivement évoquer un coup d'État.
Il fait aussi référence à la politique nettement socialiste prise par le régime zanzibarien et l'accueil ouvert fait aux instructeurs militaires chinois, alors que la Guerre froide bat son plein.
Le roman évoque la situation géopolitique régionale, avec l'action du FRELIMO marxiste en lutte au Mozambique contre les Portugais.
Il montre enfin comment la population noire de l'île de Zanzibar, longtemps reléguée au ban du territoire, s'est révoltée contre les minorités arabe et hindoue de l'île, et comment, après en avoir été la victime, elle devient elle aussi violente et intolérante.
Un passage du roman pouvant passer comme raciste, page 11 : « Plus intelligents et travailleurs que les Africains, ils [les Hindous] avaient mis la main sur tout le commerce de l’Afrique ».